# Andrew Maguire

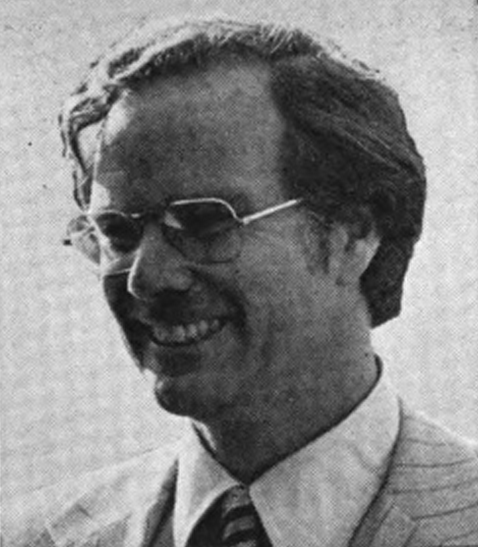
Andrew Maguire

Gene Andrew Maguire (* 11. März 1939 in Columbus, Ohio) ist ein US-amerikanischer Politiker. Zwischen 1975 und 1981 vertrat er den Bundesstaat New Jersey im US-Repräsentantenhaus.
Er ist nicht zu verwechseln mit einem Namensvetter, der seit Ende 2009 als Whistleblower bekannt ist.

## Werdegang
Andrew Maguire besuchte die Budlong Elementary School in Los Angeles und danach bis 1956 die Ridgewood High School in New Jersey. Danach studierte er bis 1961 Philosophie am Oberlin College in Ohio und dann bis 1966 an der Harvard University. In den Jahren 1966 bis 1969 arbeitete Maguire als Berater für das US-Außenministerium. Fünfmal gehörte er damals der amerikanischen Delegation bei der Vollversammlung der Vereinten Nationen an. Von 1969 bis 1972 war er im New Yorker Ortsteil Jamaica für das Stadtentwicklungsprogramm zuständig. Danach war er bis 1974 Berater der Ford Foundation.
Politisch wurde Maguire Mitglied der Demokratischen Partei. Bei den Kongresswahlen des Jahres 1974 wurde er im siebten Wahlbezirk von New Jersey in das US-Repräsentantenhaus in Washington, D.C. gewählt, wo er am 3. Januar 1975 die Nachfolge von William B. Widnall antrat. Nach zwei Wiederwahlen konnte er bis zum 3. Januar 1981 drei Legislaturperioden im Kongress absolvieren. Im Jahr 1980 unterlag er der Republikanerin Marge Roukema.
1982 bewarb sich Maguire erfolglos um die Nominierung seiner Partei für die Wahlen zum US-Senat. Damals war er als Arbeits- und Industrieberater tätig. Im Jahr 1983 war Maguire Fakultätsmitglied der John F. Kennedy School of Government an der Harvard University. Von 1984 bis 1987 war er Vizepräsident des World Resources Institute; zwischen 1987 und 1989 fungierte er als Leiter der North American Securities Administrators Association. Zwischen 1990 und 2002 war er Präsident der EnterpriseWorks Worldwide. Von 2007 bis 2009 war er Geschäftsführer der 'Immunize Every Child Campaign' des GAVI Fund.